# Filippo Argelati
Cet article comprend des extraits de la Biographie universelle ancienne et moderne de Louis-Gabriel Michaud. Il est possible de supprimer cette indication, si le texte reflète le savoir actuel sur ce thème, si les sources sont citées, s'il satisfait aux exigences linguistiques actuelles et s'il ne contient pas de propos qui vont à l'encontre des règles de neutralité de Wikipédia.
Filippo Argelati (Bologne 1685 - 5 janvier 1755 à Milan) est un historien, numismate et érudit italien du XVIIIe siècle. Filippo Argelati travaille avec Ludovico Antonio Muratori à la publication des Rerum Italicarum scriptores. Les imprimeries d'Italie se trouvant insuffisantes pour un tel travail, ils s'adressèrent au comte Carlo Archinto, qui, dans ce but, fonda à Milan la société dite Palatine, et mit ainsi à leur disposition une vaste imprimerie. Il a fait imprimer plusieurs autres grands ouvrages aux frais de cette société.

## Biographie
Filippo Argelati naquit vers la fin de l’année 1685, à Bologne, d’une des plus anciennes familles de cette ville, mais qui était originaire de Florence. Après avoir fait ses premières études dans sa patrie, il se rendit à Florence, où il se lia avec les divers savants de cette ville, et en particulier avec le célèbre Antonio Magliabechi. De Florence, il passa à Lucques, ensuite à Livourne, où il avait dessein de s’embarquer pour venir en France ; mais la mort d’un de ses oncles le força de retourner dans sa patrie. Ce fut alors qu’il entreprit de publier les ouvrages, tant inédits que déjà imprimés, d’Ulisse Aldrovandi, avec des additions, des observations et des corrections. Il s’associa, pour ce grand travail, plusieurs professeurs avantageusement connus dans les différentes parties des sciences ; mais le plus grand nombre de ces savants étant morts successivement en peu d’années, il lui fallut renoncer a l’entreprise. Il ne tarda pas à en former d’autres. Il publia d’abord le recueil des poésies de Carlantonio Bedori, gentilhomme bolonais, Bologne, 1715, in-4°. Deux ans après, s’étant trouvé à Bologne l’un des magistrats qui portaient le titre de tribuns du peuple, il adressa, en sortant de charge, un discours éloquent aux tribuns ses successeurs, sur les devoirs qu’ils avaient à remplir. Ce discours eut un si grand succès, que le tribunat même ordonna qu’il fût transcrit dans ses actes. La plus importante des entreprises d’Argellati fut l’édition du grand recueil devenu si célèbre sous le titre de Scriptores Rerum Italicarum. Le savant Muratori lui ayant fait part du dessein qu’il avait formé de rassembler et de publier ces anciens écrivains de l’histoire d’Italie, lui avoua qu’il était arrêté dans son projet par l’impossibilité où l’on était alors de trouver en Italie une imprimerie capable de l’exécuter. Argelati jugea que l’entreprise ne pouvait réussir qu’à Milan. Il s’y transporta aussitôt, communiqua le dessein de Muratori au comte Carlo Archinto, protecteur des lettres, et son protecteur particulier. Archinto réunit une société de nobles Milanais qui prit le titre de société Palatine, et qui s’engagea, de concert avec lui, à suppléer aux frais de l’édition. Il y en eut jusqu’à seize qui fournirent chacun 5,000 écus. Argelati se donna tous les soins nécessaires pour l’établissement d’une magnifique imprimerie. Le premier ouvrage qui en sortit fut ce précieux et volumineux recueil. Argelati y eut beaucoup de part ; ce fut lui qui rassembla et qui fournit à Muratori le plus grand nombre des manuscrits et des notices pour les premiers volumes, et qui en rédigea les dédicaces, dont la plupart portent son nom. Il ne laissait pas de conduire en même temps d’autres impressions. La plus remarquable est celle des œuvres de Sigonius, in ædibus Palatinis, achevée en 1758, en 6 vol. in-fol. L’empereur Charles VI, à qui il la dédia, et qui l’avait déjà récompensé de la dédicace du 1er volume des Scriptores, en lui accordant le titre de son secrétaire et une pension de 300 écus, doubla alors cette pension. Argelati continua de publier, avec une activité infatigable, différentes édifions d’ouvrages importants pour les lettres. Les principales sont : le Opere inedite di Ludovico Castelvetro, 1727, in-4° ; le traité du V. Pietro Grazioli, barnabite, de Antiquis Mediolani Ædificiis, 1736, in-fol. ; Thesaurus novus veterum Inscriptionum, de Muratori, 1739, in-fol. Les réimpressions faites à Milan de l’ouvrage du P. Martène, de antiquis Ecclesiæ Ritibus, des Transactions philosophiques, du Recueil de Dissertations de divers auteurs, Milan, 1750, de Monetis Italiæ, et plusieurs autres. On a de plus de ce laborieux écrivain : 1° Bibliotheca Scriptorum Mediolanensium, Milan, 1745, 2 vol. in-fol. ; 2° Biblioteca degli Volgarizzalori italiani, Milan, 5 vol. in-4°, publiés en 1767, et un grand nombre de dissertations ou de lettres éparses dans différents recueils. Argellati mourut à Milan, le 5 janvier 1755.